# Billy Reid (Freiwilliger)
William „Billy“ Reid (* 1. Januar 1939 in Belfast; † 15. Mai 1971 ebenda) war Freiwilliger des 3. Bataillons der „Belfast Brigade“, eines Teils der Provisional Irish Republican Army (IRA).
Reid wurde am 15. Mai 1971, im Alter von 32 Jahren, bei einem Schusswechsel seines Bataillons und der britischen Armee getötet. Seine Einheit hatte einer Fußpatrouille der britischen Armee einen Hinterhalt gestellt. Dabei wurde der britische Soldat Gunner Robert Curtis den Ermittlungen nach von Reid erschossen. Der Vorfall ereignete sich auf der Academy Street im Zentrum von Belfast und gilt als Ausgangspunkt der gewaltsamen Auseinandersetzungen zwischen IRA und der britischen Armee im Nordirlandkonflikt über mehrere Jahrzehnte. Erst 2005 erklärte die IRA den bewaffneten Kampf für beendet, 2007 zog die britische Armee ihre Truppen aus Nordirland ab.

## Leben
Aufgewachsen ist Reid in Carrickhill im Norden Belfasts. Er besuchte eine Schule in North Belfast und zeigte schon dort Interesse an Kunst und Musik. Reid spielte Trompete und schrieb einige Songtexte. Weiter kämpfte Reid als Amateurboxer in Belfast. Wie die meisten katholischen Belfaster dieser Zeit fand er früh den Zugang zu der Sinn Féin und ihrer radikalen Schwester, der IRA. Aufsehen erregte Reid am 6. Februar 1971, als er einen Engländer namens Gunner Robert Curtis erschoss. Dieser Vorfall war der erste seit den 1920er-Jahren, bei dem ein britischer Soldat erschossen wurde. Damit wurde auch die Provisional Irish Army (IRA) in die Kämpfe in Nordirland einbezogen. Der Unionistische Premierminister James Chichester-Clark äußerte, dass sich nun der gesamte Norden Irlands mit der irischen Fraktion im Krieg befände. In den darauf folgenden Monaten verbot die Regierung das Tragen von Uniformen der IRA untergeordneter politischer und militärischer Verbindungen und Richtungen.

## Gedenken
Reid ist das Thema eines bekannten Lieds namens „The Ballad of Billy Reid“, das die Geschichte Reids erzählt und von einigen Bands veröffentlicht wurde, darunter Shebeen, Spirit of 67 und The Wolfe Tones. Das Lied befindet sich im Gesangbuch „Songs of Resistance 1968–1982“ (dt. Lieder des Widerstands).
Ein Wandgemälde, das Reid, Sean McIlvenna, Rosemary Bleakley und Michael Kane zeigt, befindet sich auf der New Lodge Road in Belfast.
Eine republikanische Flötenband aus Glasgow, Schottland, nennt sich „Volunteer Billy Reid Republican Flute Band“ in Erinnerung an Reid.